# IC 4423
IC 4423 ist eine Spiralgalaxie vom Hubble-Typ Sbc im Sternbild Bärenhüter am Nordsternhimmel. Sie ist schätzungsweise 408 Millionen Lichtjahre von der Milchstraße entfernt.
Das Objekt wurde am 14. Juni 1895 von Stéphane Javelle entdeckt.